# Эсхил

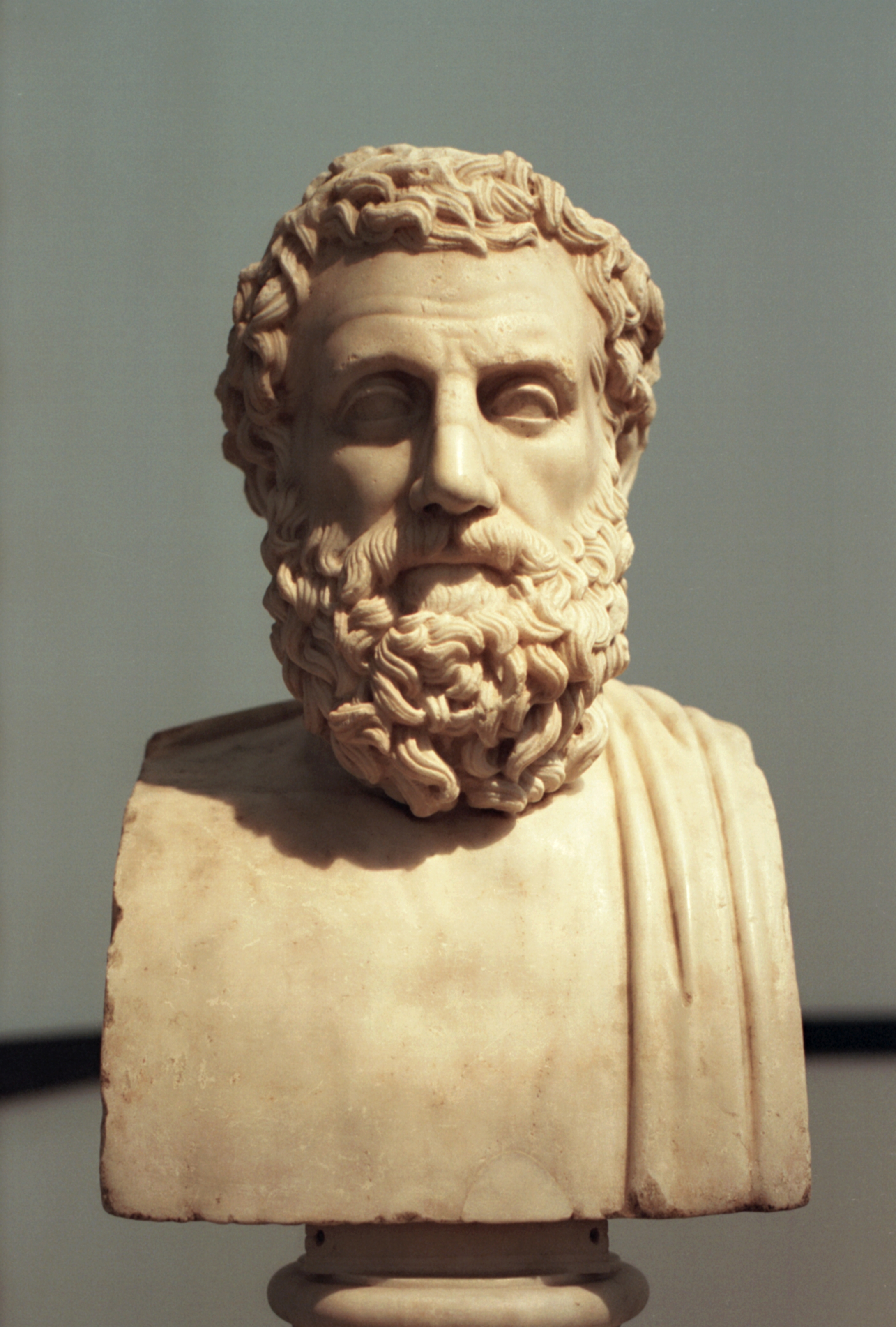
Римский мрамор герма Эсхила, датируемый ок. 30 г. до н. э., основанный на более ранней бронзовой греческой герме, которая датируется примерно 340—320 гг. до н. э.

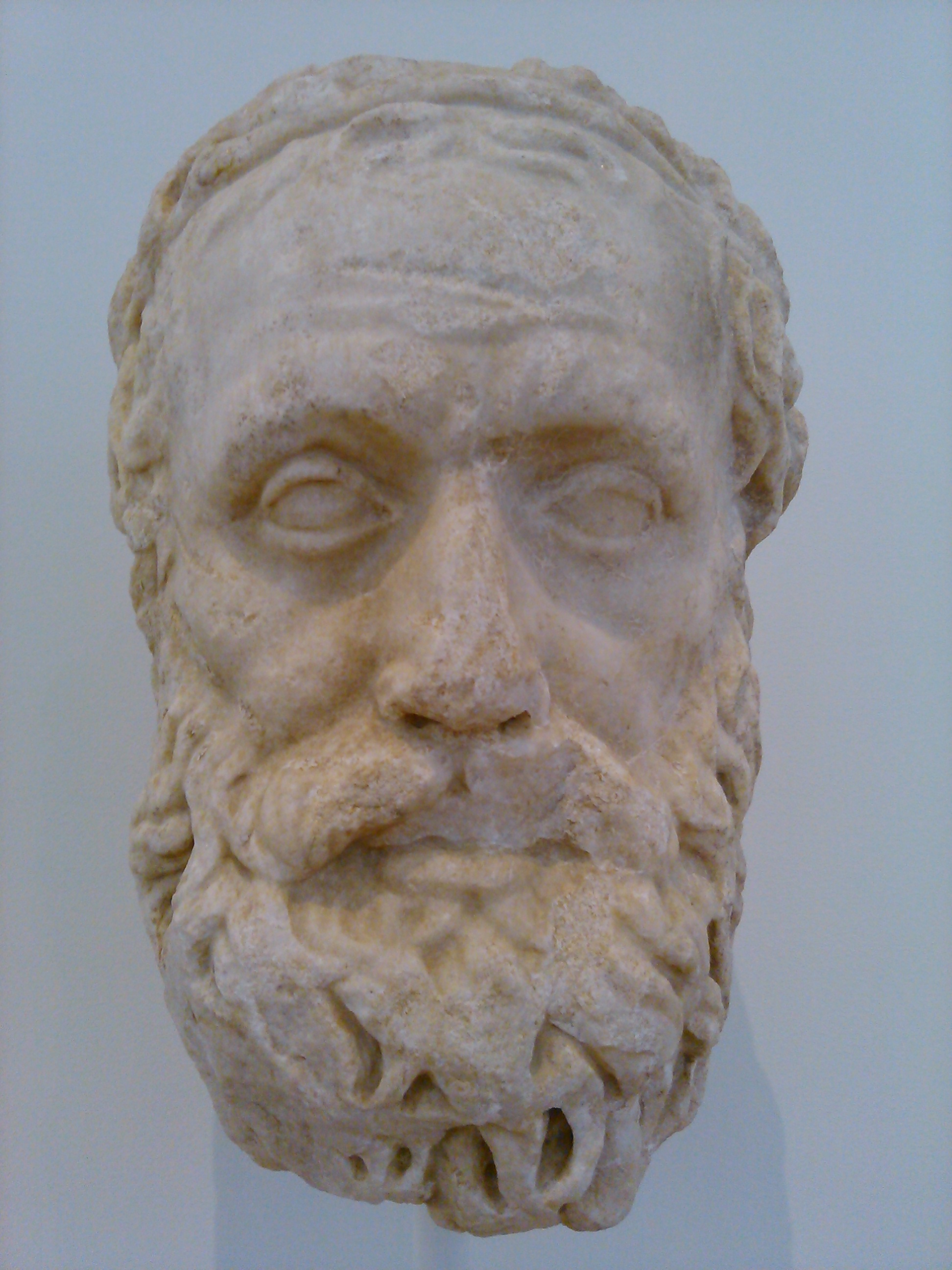
Бюст Эсхила в Художественном музее Северной Каролины

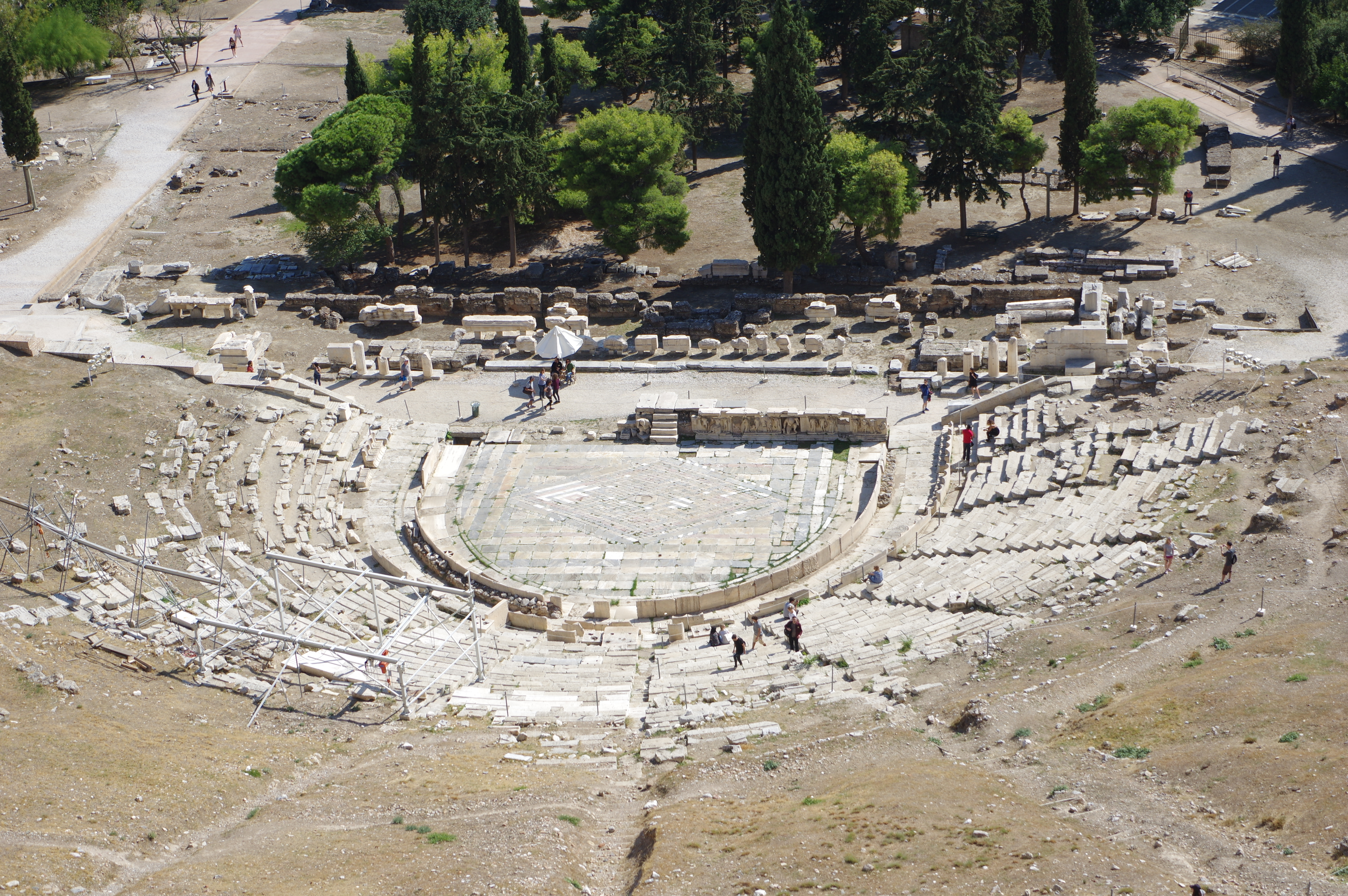
Современная картина Театра Диониса в Афинах, где ставились многие пьесы Эсхила

Эсхи́л (др.-греч. Αἰσχύλος, 525 до н. э., Элевсин — 456 до н. э., Гела) — древнегреческий драматург, оказавший существенное влияние на становление европейской трагедии.

## Основные сведения
Эсхил принадлежал к аристократической семье. Один из его братьев — герой Марафонской битвы Кинегир; один из племянников — Филокл, выдающийся трагический поэт второй половины V века до н. э. Сын Эсхила Евфорион также писал трагедии.
Родина Эсхила — аттический город Элевсин, славный своими старинными таинствами, учреждёнными, по преданию, самой богиней Деметрой. В этих таинствах, под прозрачным символом возрождения погружённого в землю зерна, проводились глубокомысленные идеи о предстоящем воскресении похороненного в земле человека, о его загробной жизни, о награде добрым и каре для злых. Они дали направление уму молодого Эсхила, заставляя его вдумываться в смысл жизни, в отношение человеческой воли к божеству и к року, в причины и условия нравственного падения и нравственного оправдания.
Зависимость Эсхила от культа элевсинской Деметры не ускользнула от его современников: Аристофан в своих «Лягушках» (под этим заглавием скрывается драматизованное состязание между Эсхилом и Еврипидом, кончающееся победой первого) влагает ему в уста следующую молитву: «Деметра, воспитавшая мою душу, дай мне оказаться достойным твоих таинств». Но если направление Эсхилова творчества и было обусловлено его рождением в Элевсине, то своей ареной он был обязан Афинам; благодаря им он стал не певцом литургических гимнов и кантат, а трагическим поэтом.
В Афинах уже с давних пор существовал культ Диониса, бога не столько вина, сколько того особенного «вакхического» экстаза, с которым греки впервые познакомились при посредстве вина и который поразил их впечатлительный и вдумчивый ум, как второе (после сна) и ещё более явное доказательство обособленности человеческой души и её способности к выступлению, к «исступлению» (греч. ek-stasis) из рамок индивидуальной, телесной жизни. Вот почему на празднествах Диониса исполнялись с древних пор экстатические поэмы, так называемые дифирамбы, поэмы видений и приподнятых чувств; их технической особенностью была самостоятельная роль корифея, который в лирическую песнь хора вставлял пассажи эпического характера и размера, так что лирика чередовалась с эпикой, аффекты — с видениями, между тем как в силу общего экстатического настроения все исполняющие чувствовали свои души перенесёнными в другие тела и говорили и действовали как герои тех видений, которые занимали их воображение в данную минуту.
Таков зародыш трагедии; его развитие до Эсхила состояло:
1. во введении обособленного от хора актёра, который являлся то в одной, то в другой роли и вступал в беседу с корифеем, вследствие чего мог возникнуть драматический диалог, наряду с эпическими партиями корифея в первоначальном дифирамбе (его введение приписывалось Феспису, поэту эпохи Писистрата, которого поэтому и считали родоначальником трагедии), и
2. в приобщении к этой примитивной, чисто аттической драме введённой из Пелопоннеса так называемой «сатирической драмы»; это был тот же дифирамб, в котором, однако, хор состоял из козлоподобных лесных демонов, так называемых сатиров, а актёр выступал в роли их отца, пестуна младенца-Диониса, Силена. Это была, таким образом, настоящая «песня козлов», tragôdia (от tragos «козёл» и ôdê «песня»); лишь со временем слово трагедия (лат. tragœdia, трагедия) было перенесено с этой сатирической драмы на исполнявшуюся на той же сцене серьёзную трагедию.

Аристотель сообщает, что именно Эсхил ввёл в трагедию второго актёра (до него на сцене действовали лишь один актёр и хор), что сокращало партии хора и расширяло диалог, давая возможность вводить и гораздо большее число действующих лиц, поскольку два актёра могли сразу играть несколько ролей.

## Юность
Эпоха юности Эсхила была временем ожесточённой борьбы между этой пелопоннесской трагедией и исконно аттическим дифирамбом: главой аттического направления был непосредственный предшественник Эсхила, афинянин Фриних, главой пелопоннесского — Пратин из Флиунта в Пелопоннесе. Эсхил был ещё отроком, когда произошло событие, которое должно было, как казалось, доставить перевес пелопоннесскому направлению, но поведшее, совершенно неожиданно, к торжеству аттического. Этим событием было изгнание Писистратидов в 510 году до н. э. Состоялось оно под давлением Дельф и благодаря вмешательству Спарты, но победители слишком круто воспользовались плодами своей победы и вызвали этим реакцию, результатом которой было изгнание спартанцев из Афин и реформы Клисфена. В связи с этими реформами находилась, несомненно, и состоявшаяся в 508 году до н. э. замена странствующих хоров на празднествах Диониса хорами граждан (см. Хор). С этого же времени приблизительно начинается и поэтическая деятельность Эсхила: по свидетельству его биографов, он ещё в молодости стал писать трагедии.
Первый юношеский период его творчества продолжался до 484 года до н. э., когда он одержал свою первую победу; трагедии этого периода не сохранились; по-видимому, это было временем медленной выработки Эсхилом своего собственного трагического стиля. В этом отношении заслуживают внимания три момента:
1. введение второго актёра в придачу к тому первому, который был введён ещё Фесписом. Отсюда не следует, что Эсхил был изобретателем трагического диалога (возможного и при одном актёре, так как его собеседником мог быть корифей), но несомненно, что это нововведение должно было способствовать развитию действия, так как только оно дало возможность вывести одновременно на сцену двух персонажей из представляемой фабулы. Впрочем, это развитие совершалось очень медленно: в самых ранних из сохранившихся трагедий Эсхила, принадлежащих следующему периоду, роль второго актёра довольно незначительна и целый ряд сцен может быть сыгран при участии одного;
2. примирение аттического элемента с пелопоннесским (дорическим). Враждовавшие друг с другом драматические формы — серьёзная аттическая драма и игривый пелопоннесский сатирикон — были обе приняты Эсхилом во введённую им трагическую тетралогию, в состав которой входили три серьёзные драмы (трилогия) и одна сатирическая, в виде заключения; специальное имя этой последней, tragôdia (см. выше), было распространено также и на первые, а затем осталось именно за ними. Иногда вся тетралогия была объединена единством фабулы; так, в состав фиванской тетралогии входили три трагедии, «Лаий», «Эдип» и «Семь вождей», изображавшие в трёх последовательных ступенях зарождение и расцвет трагической вины, погубившей фиванскую династию Лабдакидов, а в виде заключительной сатирической драмы поэт прибавил пьесу под заглавием «Сфинкс», содержанием которой было избавление Фив Эдипом от свирепствовавшего там чудовища. Иногда только специально трагическая трилогия была объединена единством фабулы, сатирическая же драма стояла особо. Иногда, наконец, и трилогия состоит из трёх обособленных по содержанию трагедий; такова трилогия, к которой принадлежали сохранившиеся до наших дней «Персы»: «Финей», «Персы» и «Главк Потнийский» (средняя — исторического, обе крайние — мифологического содержания). В этих последних случаях критики предполагали отличное от материального идейное единство, но доказать это предположение особенно трудно ввиду того, что дело касается трилогий, от которых до нас в лучшем случае дошло по одной пьесе. Трилогическая композиция Эсхила была очень важным шагом вперёд в развитии трагедии, как драмы: она дала поэту тот простор, в котором он нуждался, чтобы проследить рост и завершение трагической идеи, и этим подготовила сосредоточенную трагедию-драму Софокла, законы которой во всем главном — законы нашей трагедии. Примирение аттического и дорического элемента состояло не только в тетралогической композиции. Спор между обоими был в значительной степени музыкальный; Фриних был приверженцем вольной и подражательной ионийской музыки — Эсхил ввёл в свою трагедию также и строгие гармонии дорической лирики. Не обладая музыкой Эсхила (который был творцом не только специально поэтической, но и музыкальной и орхестической части своих трагедий), мы не можем оценить во всем его объёме значение этого нововведения; можно судить о нём только по размеру хорических песен, да и то более или менее гадательно.
3. Третьим нововведением было внесение в трагедию «Гомера», то есть всего старинного героического эпоса, творцом которого в эпоху Эсхила считался Гомер. В этом эпосе древние сказания эллинов получили свою первую поэтическую отделку. Вторую по времени отделку дала им лирика VI в. до н. э.: имея своим средоточием Дельфы, она, естественно, видоизменяла старинные мифы, приноравливая их к духу не только дельфийской этики, но и дельфийской политики. Против этого тенденциозного характера дельфийской поэзии восстал ещё Писистрат, первый проводник идеи афинской гегемонии: за неимением своей, афинской поэзии, он противопоставил Дельфам Гомера, об изучении которого в Афинах он много заботился. Эсхил был продолжателем идей Писистрата: вливая гомеровский эпос в свою трагедию и видоизменяя его мифы в духе афинской гражданственности, он эмансипировал свою родину от духовного влияния Дельф. А что он сознательно избрал гомеровский эпос источником своей поэзии, об этом свидетельствует его известное изречение, в котором он скромно называет свои трагедии «блюдами с гомеровского стола». Эти принципиальные нововведения должны были состояться ещё в первый, подготовительный период поэтической деятельности Эсхила.

Для Афин это был очень бурный период; к внутренней неурядице, сопряжённой с реорганизацией афинской общины Клисфеном, присоединилась опасность войны с Дарием. Подавление ионийского восстания было предвестником нашествия персидского войска на Афины; оно состоялось, после долгих приготовлений, в 490 году до н. э., но было благополучно отбито афинянами под Марафоном. Эсхил был тогда в расцвете лет; он сам был в числе «марафонских бойцов», и воспоминание о его участии в этой славной битве было его гордостью в течение всей его жизни; о нём упоминает сочинённая (по традиции) им самим надгробная эпиграмма, совершенно умалчивающая о его поэтическом значении.

## Второй период творчества

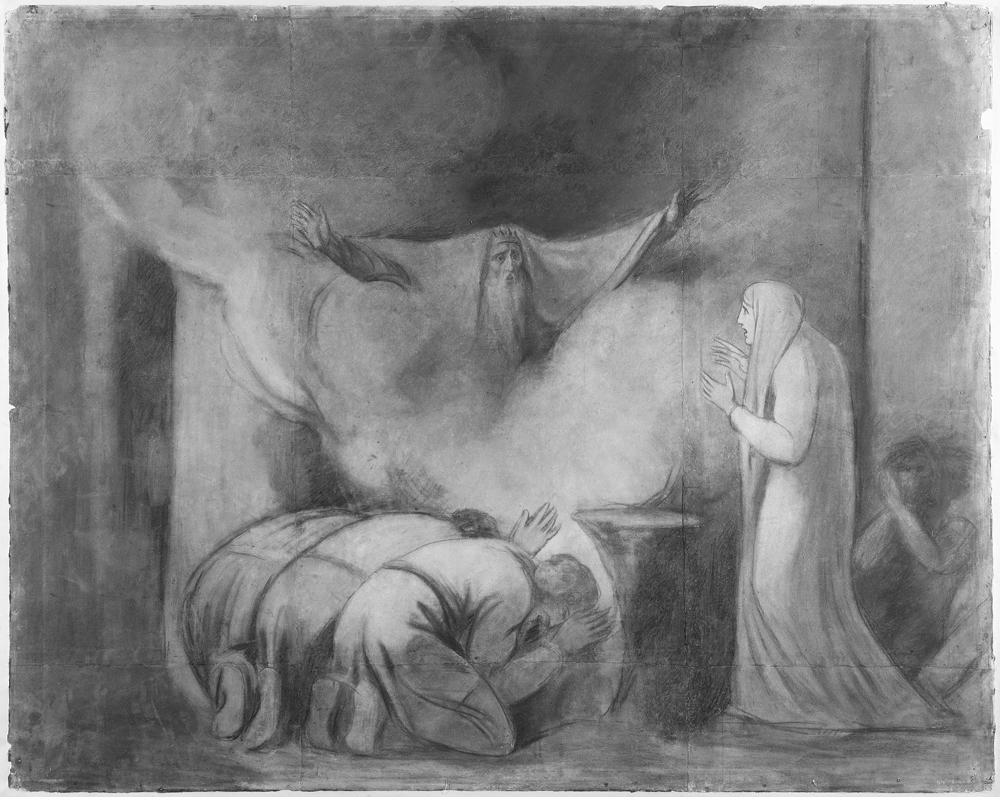
Призрак Дария, являющийся Атоссе, рисунок Джорджа Ромни.

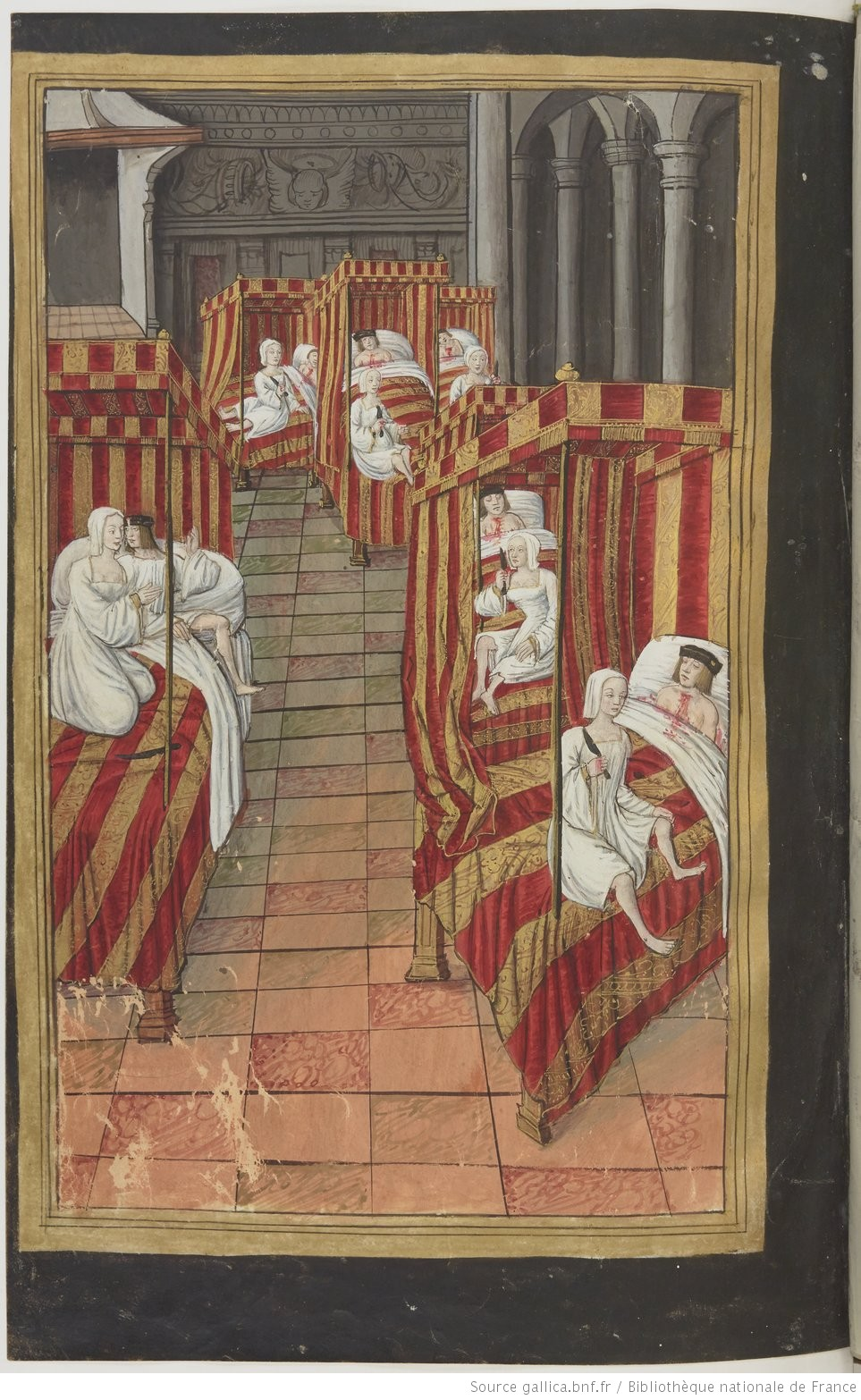
Миниатюра Робине Тестара, на которой Данаиды убивают своих мужей

С 484 г. начинается новый период Эсхилова творчества: мы видим его царём аттической сцены, на которой он не находит себе равного. Продолжается этот период приблизительно до 470 г. до н. э.; до нас из него дошли две трагедии — «Персы» и «Просительницы». Первая имеет содержанием историческое событие — поражение персов при Саламине и бедственное отступление их войска в Азию; вторая — мифологический сюжет, прибытие Даная с дочерьми в Аргос и покровительство, оказанное им аргосцами против их двоюродных братьев, сыновей Египта, брата Даная. Композиция этих трагедий — самых ранних для нас образцов трагической поэзии — поражает своей строгостью и простотой. Пролога нет; действие начинается со вступления хора (состоящего в первой трагедии из престарелых членов царского совета, во второй — из дочерей Даная), который сначала в анапестическом монологе говорит о цели своего появления, затем, в лирической песне, отдаётся тревожным чувствам по поводу ожидаемых событий. Действующих лиц немного: в первой трагедии — царица Атосса, вестник от персидского войска, тень покойного Дария, в заключении сам Ксеркс; во второй — Данай, аргосский царь Пеласг и посланец сыновей Египта. Они появляются на сцену по одному, редко по два; их разговоры (большей частью с хором) состоят из довольно длинных речей, за которыми следуют тоже длинные, так называемые стихомифии, при которых собеседники чередуются, произнося по одному стиху: не допускается ни нарушение этого порядка, ни вообще начало или конец речи в середине стиха. Действие развито очень слабо: в «Персах» так могут быть названы только мистические обряды, посредством которых царица Атосса вызывает из преисподней тень своего умершего супруга, в «Просительницах» — сравнительно оживлённая сцена, в которой посланец сыновей Египта пытается силой заставить Данаид последовать за ним. Индивидуальных характеристик ещё нет. Атосса — просто царица-мать, Данай — просто отец-изгнанник, Дарий и Пеласг — цари. Интерес приковывается особенно хорическими пениями, которые и по содержанию, и по отделке занимают первое место; особенно хороши в «Персах» — траурная песнь по погибшим воинам, в «Просительницах» — благодарственная песнь Данаид за оказанное им гостеприимство, обе исполненные высокой гуманности и благородства. Обе пьесы были частями трилогий, но только «Просительницы» были объединены со следующими пьесами единством фабулы. В них рассказывалось, как Египтиады пошли на Аргос войной, как после гибели Пеласга Данай был избран царём и, ставя царские чувства выше отеческих, согласился выдать дочерей за ненавистных Египтиадов, но велел им в брачную ночь умертвить своих супругов (2-я пьеса, «Строители теремов»). Все дочери исполнили приказание отца, кроме одной, Гипермнестры; Данай наряжает суд над ослушницей, но её оправдывают после того, как сама Афродита, защищая обвиняемую, в пространной речи (она сохранилась) заявила о святости прав любви (третья пьеса, «Данаиды»).
В жизни поэта этот период был не менее бурным, чем предыдущий. Достаточно сказать, что это был во внешней политике Афин период Саламинской и Платейской битв (Эсхил принимал участие в обеих) и основания аттической державы, а во внутренней — период возвышения ареопага, руководившего афинской политикой в тревожное время нашествия врагов. Эсхил был знатного происхождения; более чем вероятно, что он и сам был членом этой аристократической коллегии; понятно, что тогдашняя политика Афин пользовалась его полным сочувствием. В то же время и его слава как поэта стала распространяться повсюду; она проникла и в западный центр греческого мира, Сиракузы, которые незадолго до того и в одно время с Афинами столь же героически выдержали нападение гораздо более могущественного врага — карфагенян. Их мудрый и деятельный царь Гиерон в 476 г. до н. э. основал у подножья Этны одноимённый с горой город и пригласил Эсхила принять участие в празднике, данном по этому случаю; для него Эсхил написал (потерянную ныне) трагедию под заглавием «Этнеянки». После 472 г. до н. э. Эсхил вторично был в Сиракузах, чтобы там поставить своих «Персов»: пережитые тревоги карфагенского нашествия сделали эту пьесу и там вполне понятной и уместной.

## Заключительный период творчества
Второе путешествие в Сицилию завершает второй период деятельности Эсхила; по своём возвращении в Афины он застал уже зрелым и самостоятельным человека, в котором до тех пор видел лишь своего ученика, — Софокла. В 468 г. до н. э. оба поэта выступили одновременно на афинской сцене. Софокл, бывший на 30 лет моложе своего учителя и соперника, ставил своего «Триптолема», Эсхил — неизвестную нам трилогию. Трагедия Софокла привела зрителей в восторг; все же судьи долго не решались подать свой голос против всеэллинской славы Эсхила. Архонт, руководивший представлением, предложил славному в те времена полководцу Кимону и его товарищам решить спор; победа была присуждена Софоклу. С этих пор оба они совместно владеют афинской сценой; что их отношения друг к другу не испортились, видно из некоторых намёков в названных уже «Лягушках» Аристофана. Успех «Триптолема» был отчасти последствием того, что Софокл увеличил число своих актёров до трёх; понятно, насколько от этого должна была выиграть оживлённость диалога и действия. Эсхил поспешил воспользоваться этой идеей своего молодого соперника; в 467 г. до н. э. он поставил свою фиванскую трилогию, из которой сохранилась только последняя трагедия, «Семь вождей», при участии уже трёх актёров. Но и в другом отношении эта трилогия — точнее говоря, трагедия, так как только о ней мы и можем судить — была прогрессом в сравнении с трагедиями второго периода: впервые мы вместо типической характеристики встречаем индивидуальную, и притом очень смелую и могучую. Герой трагедии — Этеокл, один из обоих отверженных сыновей Эдипа. Он изгнал из Фив своего брата Полиника; тот набрал рать и союзников (это и есть семь вождей) и с их помощью хочет насильственно покорить свою родину. Проклятие отца начинает сбываться. Этеокл это сознаёт; но он слишком смел и горд, чтобы отступить. Будучи вообще деятельным и умным царём, он мрачно отвергает помощь богов, к которым обращаются испуганные жены и дочери его подданных; вместо того чтобы принять меры предосторожности, он дерзновенно вызывает рок, перед которым трепещут остальные, самолично выступает против брата и гибнет в поединке вместе с ним. Величавый замысел Эсхила понравился афинянам; ему была присуждена победа. В технике также наблюдается прогресс: трагедия начинается с пролога, предшествующего вступлению хора, партии последнего значительно сокращены и за их счёт увеличен объём диалога.

### Прометея

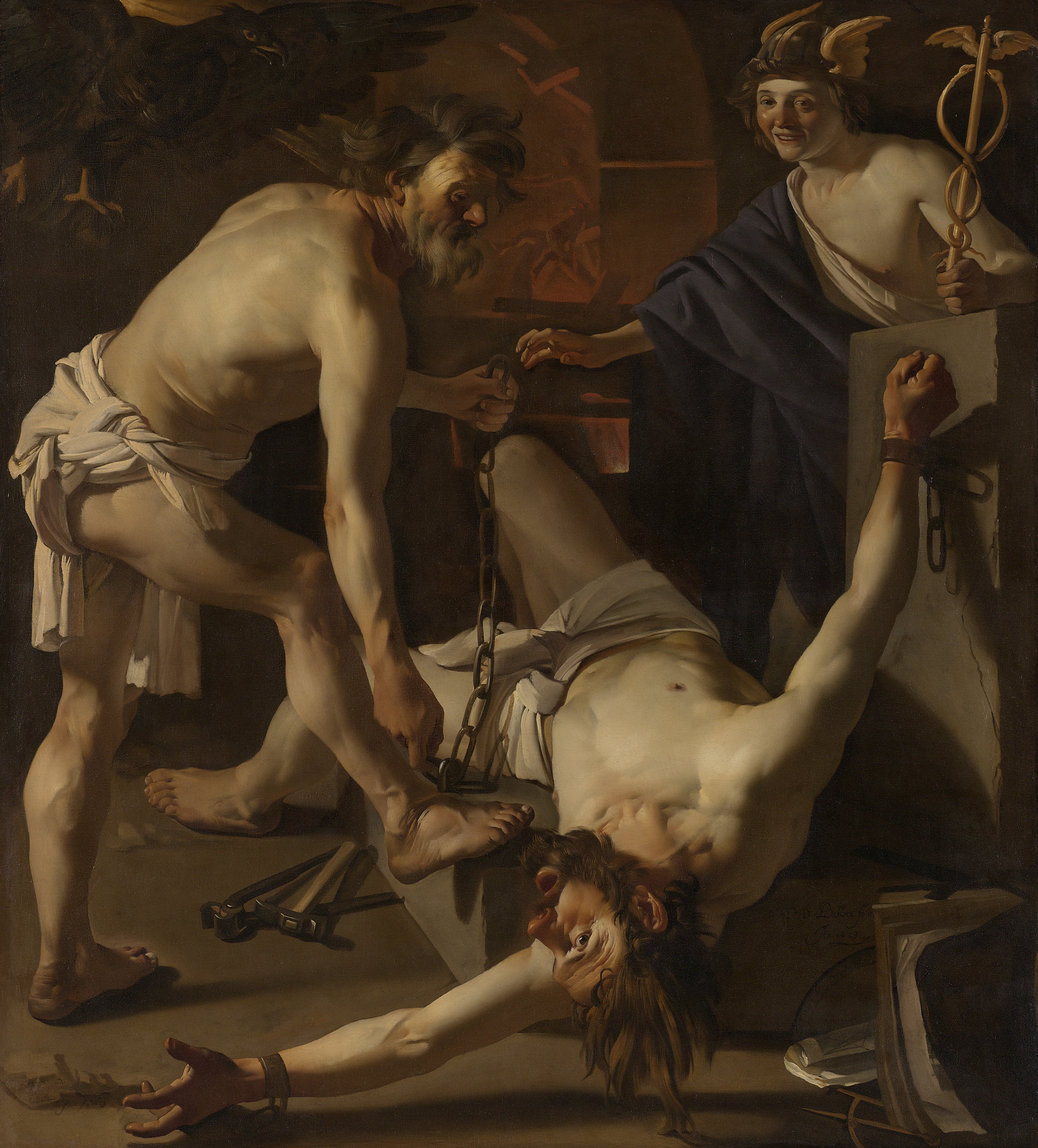
Прометей скован Вулканом Дирка ван Бабюрена (1623)

Около того же времени была, по-видимому, поставлена и тетралогия «Прометея», из которой нам сохранена лишь вторая (по мнению Вестфаля — первая) трагедия: «Прометей прикованный». Прозорливый титан, зная, что Зевс только в человеке может найти спасителя от угрожающей его царству гибели, хочет поднять человеческий род и для этого дарит ему эфирный огонь, похищая его с небесных высот; Зевс, видя в этом похищении нарушение всемирного договора и не зная решений рока, в наказание приковывает его к скалам Кавказа; Прометей выносит все муки и не выдаёт преждевременно своей тайны, зная, что со временем Зевс оценит его услугу. Это — единственная божественная трагедия, которая нам сохранена из древности: по грандиозности своей концепции она превосходит все прочие трагедии нашего поэта и сильно заинтересовала мыслителей и поэтов новой Европы. Не все, однако, в ней нам ясно — главным образом потому, что её продолжение, «Освобождённый Прометей», содержавшее решение загадок, до нас не дошло.

### Орестея

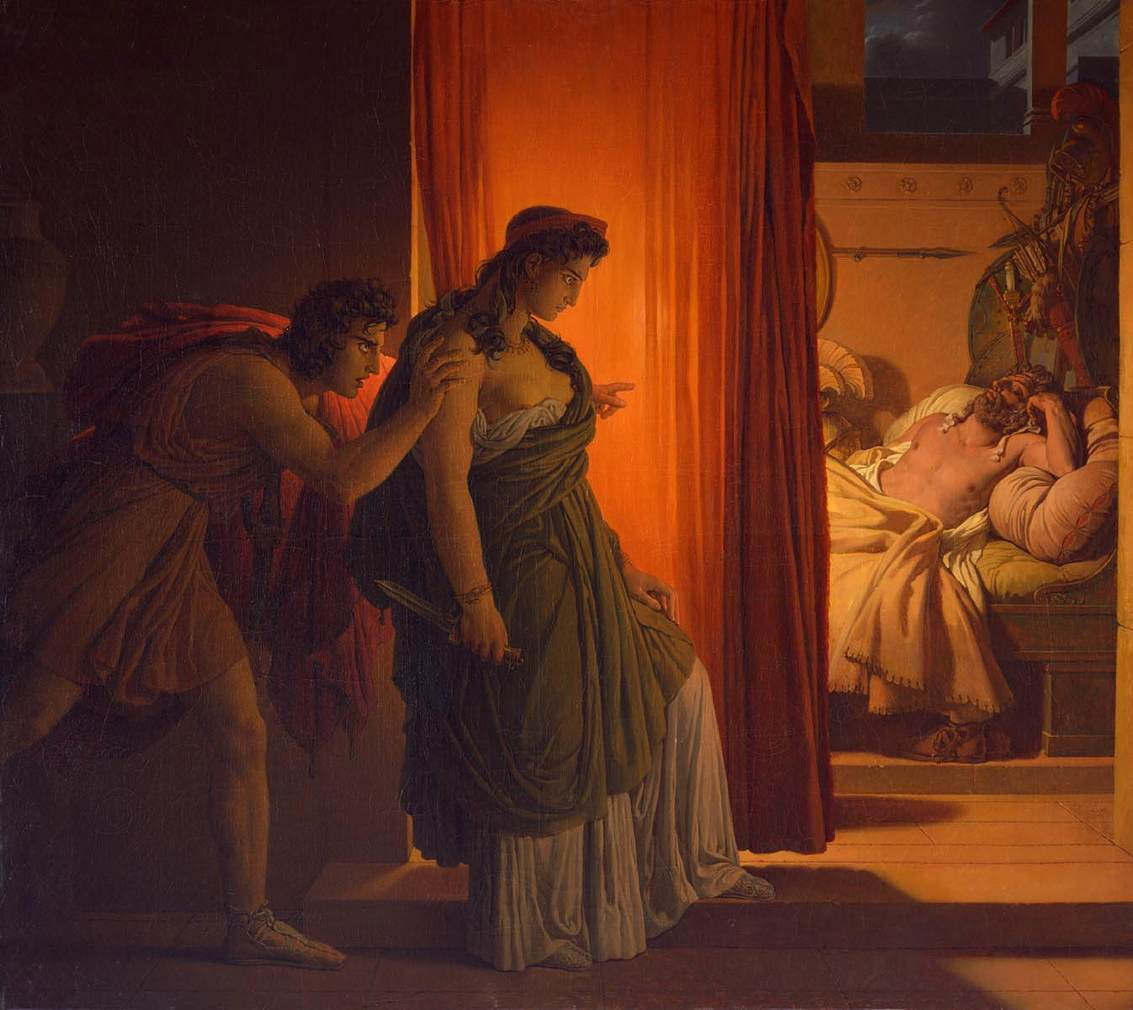
Убийство Агамемнона Пьер-Нарсиса Герена (1817)

Последней трилогией Эсхила, о которой мы знаем (458 г. до н. э.), была его «Орестея» — в составе трёх трагедий: «Агамемнон», «Хоэфоры» (приносительницы возлияний) и «Эвмениды». Содержание этой трилогии — судьба рода Атридов: Агамемнона и его сына Ореста. Перед Троянским походом Агамемнон обращается к суду Афин. Преследуемый Эвменидами, Орест бежит в Афины: сама богиня учреждает суд — позднейший Ареопаг, который оправдывает Ореста; умилостивлением оскорблённых Эвменид кончается трилогия.
По своему драматизму, трагедии этой трилогии — самые совершенные из всех произведений Эсхила. По своему глубокомыслию они соперничают с «Прометеем», но имеют перед ним то преимущество, что на арене — не божественная, а человеческая среда. Трилогия и особенно её последняя трагедия не лишены и некоторой политической тенденции: возвеличивая Ареопаг как нравственный устой афинской гражданственности, Эсхил, несомненно, имел в виду защитить эту симпатичную ему коллегию от нападений, которым она подвергалась в последнее время со стороны Эфиальта и Перикла.
Очень возможно, что именно эти нападения и отравили Эсхилу его пребывание в Афинах; сам Аристофан свидетельствует, что Эсхил «не ладил с афинянами» в последнее время своей жизни. Нам рассказывают даже, что Эсхил подвергся обвинению в нечестии — а именно в том, что он в одной из своих трагедий вывел наружу таинства елевсинской Деметры.
Как бы то ни было, Эсхил вскоре после своей «Орестеи» покинул Афины, в третий раз отправился на Сицилию и в 456 г. до н. э. умер в сицилийском городе Геле.

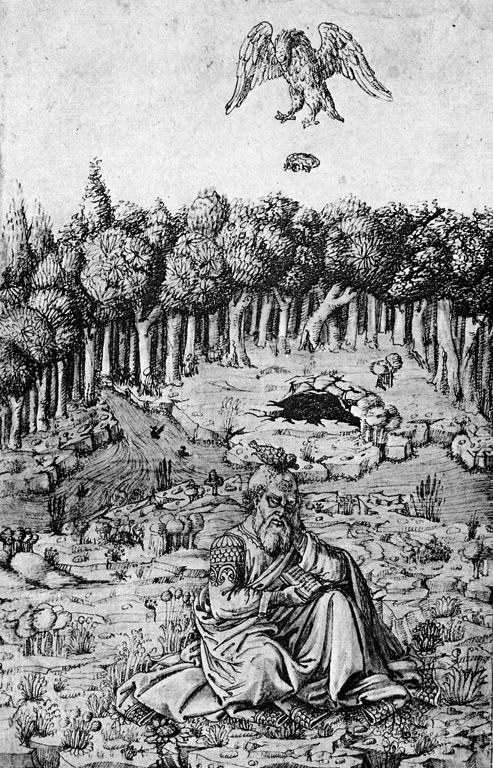
Смерть Эсхила проиллюстрирована во Флорентийских картинных хрониках XV века Мазо Финигуэрра

Пересказанная Валерием Максимом и Плинием Старшим легенда гласит, что Эсхил погиб, когда орёл сбросил ему на голову не то черепаху, приняв лысину Эсхила за камень, не то камень, приняв его лысину за яйцо.

## Утраченные пьесы
В общей сложности Эсхил написал около 90 пьес, из которых полностью сохранились только шесть. Авторство ещё одной дошедшей до нас пьесы, приписываемой Эсхилу, под вопросом. Сохранились заголовки и фрагменты других пьес, а также комментарии, сделанные более поздними авторами, позволяющие реконструировать часть утраченного.
В источниках упоминаются следующие названия:
- Алкмена
- Амимона (сатировская драма, 463 год до н. э.)
- Аргивяне, или Аргивянки
- Арго, или Гребцы
- Аталанта
- Афамант
- Бассариды
- Вакханки
- Вестники (сатировская драма)
- Взвешивание душ
- Вызыватели душ
- Гелиады
- Гераклиды
- Гипсипила
- Главк Морской
- Главк Потнийский (472 год до н. э.)
- Данаиды (463 год до н. э.)
- Египтяне (463 год до н. э.)
- Жрицы
- Иксион
- Ифигения
- Кабиры (возможно, сатировская драма)
- Каллисто
- Карийцы, или Европа
- Керкион (сатировская драма)
- Кикн
- Кирка (сатировская драма)
- Кормилицы Диониса
- Критянки
- Лаий (467 год до н. э.)
- Лев (сатировская драма)
- Лемнияне, или Лемниянки
- Ликург
- Лучницы
- Мемнон
- Мирмидоняне
- Мисийцы
- Немея
- Орифия
- Паламед
- Пенелопа
- Пенфей
- Перребиянки
- Полидект
- Предводящие
- Прометей-огневозжигатель (сатировская драма)
- Прометей-огненосец
- Прометей освобождаемый
- Протей (сатировская драма, 458 год до н. э.)
- Саламинянки
- Семела, или Водоносицы
- Сизиф-беглец (сатировская драма)
- Сизиф-камнекат (сатировская драма)
- Собиратели костей
- Строители брачного терема
- Суд об оружии
- Сфинкс (сатировская драма, 467 год до н. э.)
- Телеф
- Тянущие невод (сатировская драма)
- Феоры, или Истмийские состязания (сатировская драма)
- Филоктет
- Финей (472 год до н. э.)
- Форкиды
- Фракиянки
- Фригийцы, или Выкуп тела Гектора
- Шерстечесальщицы
- Эдип (467 год до н. э.)
- Эдоняне
- Элевсиняне
- Эпигоны
- Этнеянки
- Юноши

## Сохранившиеся пьесы
- «Персы» (472 г. до н. э.) — трагедия, входившая в тетралогию, которая включала также утраченные трагедии «Финей» и «Главк» и сатировскую драму «Прометей-огневозжигатель». Эти произведения не были объединены общим сюжетом, что для Эсхила было редким случаем. Это единственная трагедия Эсхила и одна из всего трёх известных нам греческих трагедий, где в основе лежит не мифологический, а исторический сюжет — разгромное поражение персидского царя Ксеркса I в морском сражении при Саламине с греческим флотом. Возможным участником этого сражения был и сам Эсхил. Кроме того, он определённо участвовал и в других эпизодах греко-персидских войн.
- «Просительницы» (2-я пол. 470-х или 463 до н. э.) — трагедия, являющаяся первой (и единственной сохранившейся) частью тетралогии о Данаидах. В эту тетралогию входили также трагедии «Данаиды» и «Египтяне» и сатировская драма «Амимона». Трагедия написана на тему из аргосского мифологического цикла. Пятьдесят сестёр Данаид прибывают в Аргос, спасаясь от своих двоюродных братьев Египтиадов, принуждающих их к браку, и просят о приюте местного царя Пеласга. Тот передаёт их дело на рассмотрение народного собрания. В конце концов Данаиды получают убежище.
- «Семеро против Фив» (467 до н. э.) — трагедия, заключительная (и единственная сохранившаяся) часть трилогии, созданной на материале фиванских мифов. Предыдущими частями цикла были трагедии «Лай» и «Эдип». Трагедия рассказывает об осаде Фив войском семи пелопоннесских вождей, до Эсхила описанной в одной из киклических поэм. В этой трагедии на хор всё ещё приходится существенная часть текста (около половины); при этом хор всё же впервые занимает подчинённое положение[8].

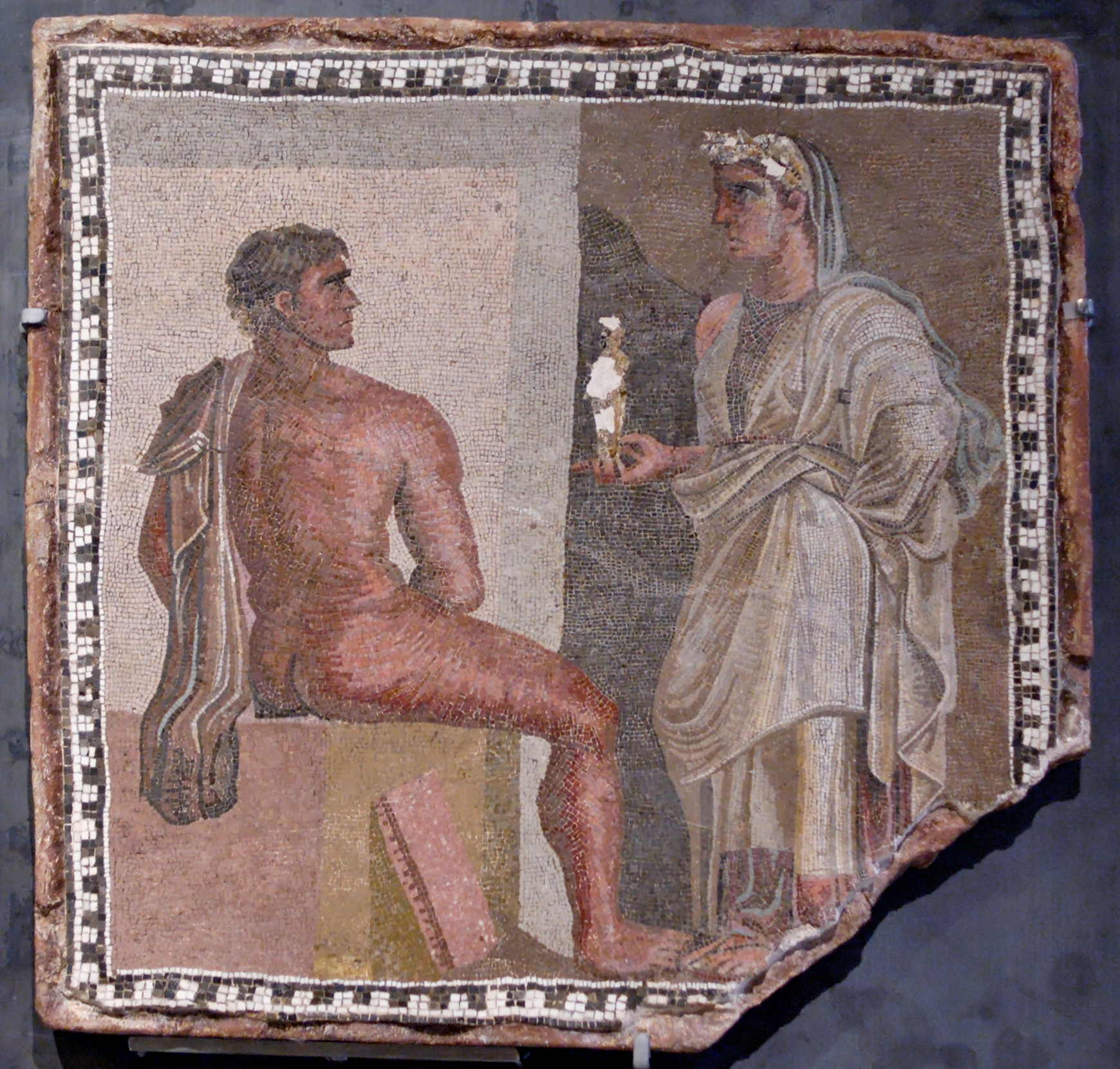
Мозаика Ореста, главного героя единственной сохранившейся трилогии Эсхила Орестея

- Трилогия «Орестея» (458 до н. э.):
  - «Агамемнон»
  - «Хоэфоры» («Жертва у гроба», «Плакальщицы»)
  - «Эвмениды» (458 до н. э.)
- «Прометей прикованный» (450-40-е или ок. 415 до н. э.) авторство под вопросом

## Наследие
От Эсхила осталось около 90 трагедий (включая сатирические драмы), заглавия которых нам, за немногими исключениями, известны; от многих сохранились также более или менее значительные отрывки. Героями трилогий были Ахилл, Аянт, Одиссей, Мемнон, Ниобея, Адраст, Персей; к кругу сказаний о Дионисе принадлежали трилогии о Ликурге и Пенфее, противниках его культа, страшно наказанных за свою строптивость.
Вскоре после смерти поэта состоялось постановление, которым все его пьесы были допущены к трагическим состязаниям наравне с новыми пьесами других поэтов. Этим путём его слава и влияние были обеспечены на много поколений, а также обеспечена сохранность его пьес. В александрийскую эпоху они были известны все без больших пробелов и все читались и исследовались; лишь в римский период (во II в.) была сделана выборка тех семи пьес, которые дошли до нас. В византийскую эпоху три из них (а именно: «Персы», «Прометей» и «Семь вождей») были выбраны для школьного чтения; они сохранились в более значительном числе списков, между тем как сохранение остальных четырёх следует, по-видимому, приписать счастливой случайности.
Эсхил был создателем греческой, а стало быть, и всеевропейской трагедии. При чтении и разборе его пьес прежде всего бросается в глаза значительность совершившейся в них эволюции трагедии, как поэтического типа. Хотя трагедии первого, подготовительного периода не сохранены, а сохранившиеся обнимают собой промежуток всего в 14 лет (472—458 до н. э.), тем не менее разница между первой и последней из них («Персами» и трагедиями «Орестеи») гораздо сильнее, чем у Софокла — между «Антигоной» и «Эдипом в Колоне», или у Еврипида — между «Алкестидой» и «Ифигенией Авлидской», отделённых 30-летним промежутком. «Персы» и «Просительницы» — это скорее кантаты, чем драмы; в них ещё нет характеристики и почти нет действия. В средних трагедиях — «Семи вождях» и «Прометее» — центральные личности охарактеризованы уже очень сильно; встречаются также, особенно в «Прометее», и характеристики второстепенных персонажей, но действие ещё почти отсутствует. В «Орестее», наконец, мы имеем и яркие характеристики, и (особенно в «Хоэфорах») живое, захватывающее действие. Роль хора постепенно умаляется; в последних пьесах, впрочем, она опять становится значительнее, чем в средних. По-видимому, поэт взял назад сделанную в средних драмах уступку: как питомец эпохи, когда трагедия была ещё отраслью лирической поэзии, он слишком привык к тому непосредственному общению со слушателями, которое было возможно лишь в лирических пассажах хора, и ему было неудобно развивать свои идеи устами действующих лиц. Это неудобство было тем сильнее, чем ярче был обрисован характер действующих лиц и чем живее было само действие; вот почему усиление характеристики и драматичности повело к усилению роли хора, между тем как у последователей Эсхила, не знавших лирического периода трагедии, этого не замечается. Необходимость довольствоваться двумя (позднее тремя) актёрами в сохранившихся пьесах не ощущается как стеснение; не то было во многих из потерянных, где эта необходимость вела изредка к тому, что поэт, чтобы иметь больше простора для второстепенных лиц, в некоторых сценах роль главных лиц поручал статистам, то есть обрекал их на молчание. Конечно, это делалось с соблюдением психологического правдоподобия и потому было очень эффектно: образы молчаливого Ахилла после потери друга, молчаливой Ниобеи после гибели её детей глубоко запечатлелись в памяти современников и потомков. Тем не менее, следует признать, что в деле оживления диалога Эсхил остановился на полпути: до самого конца диалог состоит у него из длинных торжественных речей и не менее торжественных в своей правильности стихомифий. То же следует сказать и о действии, и о характеристиках, несмотря на несомненный прогресс в последних пьесах. Главное действие всё-таки совершается за кулисами или в промежутках между отдельными частями трилогий; перипетий ещё нет, нет также (если не считать «Хоэфор») и трагической интриги. В характеристиках Эсхил предпочитает величавость; лучше всего ему удаются характеры гордые, либо в своей правоте, как Прометей или Электра (в «Хоэфорах»), либо в сознании своей греховности, как Клитемнестра (в «Орестее»). Поэтому у него и женщины мало женственны: лишь Софоклу было предоставлено создать образ кроткой Исмены рядом с гордой Антигоной. Эсхил был чужд всякого эротизма: он сам у Аристофана говорит про себя, что никто не может указать среди созданных им типов влюблённой женщины. Ещё следует подчеркнуть у него любовь к чудесному и диковинному, находящую себе объяснение в той атмосфере чуда, в которой его воспитала елевсинская религия. Особенно заметна она в «Прометее», где Океаниды появляются на летучей колеснице, сам Океан — на грифоне, где при громе и молниях скала титана низвергается в бездну. В «Персах» появляется вещая тень Дария, в «Евменидах» — тень Клитемнестры. Рационализм эпохи Пелопоннесской войны предал осмеянию эту черту; но она хорошо гармонирует со всем прочим характером Эсхиловой поэзии, с её величавостью, ставящей её выше мерила обыденного реализма.

### Переводчики Эсхила на русский язык
- Иванов, Вячеслав Иванович
- Апт, Соломон Константинович
- Пиотровский, Адриан Иванович

## Публикации текстов

### Оригиналы

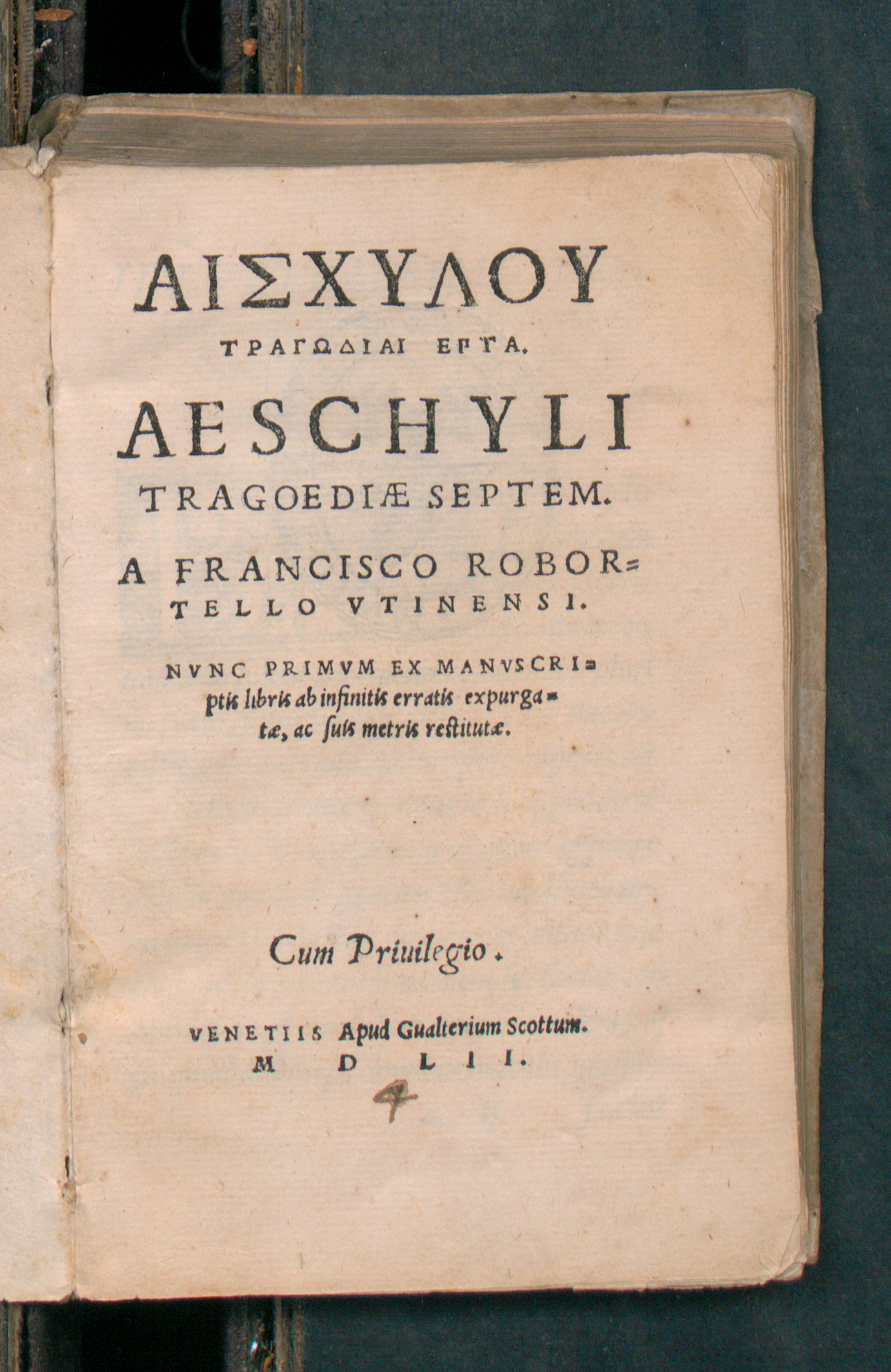
Эсхил Семь трагедий, 1552 г.

- В серии «Loeb Classical Library» сочинения опубликованы под № 145, 146 (7 трагедий) и № 505 (фрагменты).
- В серии «Oxford Classical Texts» (edidit N. Page).
- В серии «Collection Budé» 7 трагедий опубликованы в 2 томах.

### Русские переводы
На русском языке из вышедших в XIX веке ЭСБЕ выделяет переводы: «Орестеи» — Котелова (СПб., 1883); «Агамемнона» — Майкова (отрывки, под заглавием «Кассандра») и Мерзлякова (М., 1825, «Кассандра»); «Прометея» — И. А. Коссовича (Варшава, 1873), Мережковского («Вестник Европы», 1891 и отдельно, лучший) и Аппельрота (М., 1888, прозаический, точный); «Семи против Фив» — Мерзлякова (М., 1825, отрывки) и Аппельрота (М., 1887, прозаический); «Просительниц» — Котелова («Пантеон Литературы», 1894, кн. 2, под заглавием «Молящиеся»); «Персов» — Ордынского (М., 1857), Котелова (СПб., 1894) и Аппельрота (М., 1888, прозаический).
Более новые русские переводы:
- Эсхил. Агамемнон / Пер. С. М. Радцига. — М. : Типолитография «Труд», 1913. — 74 с.
- Эсхил. Прометей прикованный / Пер. С. М. Соловьёва и В. О. Нилиендера. — М. ; Л. : Госиздат, 1927. — 152 с.
- Эсхил. Трагедии / Пер. А. И. Пиотровского. — М. ; Л. : Academia, 1937. — 411 с. — 5300 экз.
- Эсхил. Трагедии / Пер. С. К. Апта ; вступ. ст. Н. Сахарного. — М. : Художественная литература, 1971. — 343 с. — (Библиотека античной литературы). — 40 000 экз.
  - переиздание: Эсхил. Трагедии / Пер. С. К. Апта ; коммент. Н. М. Подземской. — М. : Искусство, 1978. — 368 с. — (Античная драматургия). — 50 000 экз.
- Эсхил. Трагедии / В пер. Вячеслава Иванова ; изд. подг. Н. И. Балашов, Дим. Вяч. Иванов, М. Л. Гаспаров, Г. Ч. Гусейнов, Н. В. Котрелёв, В. Н. Ярхо ; отв. ред. Н. И. Балашов. — М. : Наука, 1989. — 592 с. — (Литературные памятники / Академия наук СССР ; председатель редколлегии Д. С. Лихачёв). — 30 000 экз. — ISBN 5-02-012699-8.
- Эсхил. Софокл. Еврипид. Трагедии / Пер. Д. С. Мережковского ; вступ. ст. и примеч. А. В. Успенской. — М. : Ломоносовъ, 2009. — 474 с. — (Вечные спутники). — ISBN 978-5-91678-002-4.

### Схолии к Эсхилу
- Издание Эсхила со схолиями: том I (1809); Vol. V (1812); Том VIII (1816).
- Схолии к Эсхилу (издание Диндорфа 1851 года)
- Схолии к «Персам» по изданию Денхардта (1894)
- Схолии к «Семерым против Фив» (1908)
- The older scholia on the Prometheus Bound. 1972. частичный просмотр
- Scholia in Aeschyli Septem adversus Thebas. Leon, 1989. 142, 364 p.